# Giornata nazionale dello spazio
La Giornata nazionale dello
spazio è una ricorrenza nazionale celebrata il 16 dicembre di ogni anno.
La data ricorda il lancio del primo satellite artificiale italiano, il San Marco 1, avvenuto il 16 dicembre 1964: l'Italia, di fatto. è stato il terzo paese dopo Unione Sovietica e Stati Uniti a mandare un'orbita un proprio satellite artificiale. 
La ricorrenza è stata istituita dal Governo Italiano nel 2021. e mira a sensibilizzare i benefici sia della scienza che della tecnologia in ambito spaziale.